# Mala vrbica
Mala vrbica (sipanska vrbica, vrbica sitnocvjetna, lat. Lythrum hyssopifolia), biljna vrsta iz porodice vrbičevki rasprostranjena po velikim dijelovima Europe i sjeverne Afrike. Raste i u Hrvatskoj.

## Sinonimi
- Chabraea hyssopifolia (L.) Bub.
- Hyssopifolia parviflora Opiz
- Lythrum adsurgens Greene
- Lythrum glaucum Dulac
- Lythrum hyssopifolium (L.) St. Lager
- Lythrum lineare Bert. ex DC.
- Lythrum prostratum Domb. ex Koehne
- Lythrum tenellum Thunb.
- Lythrum thymifolia Krock.
- Lythrum thymifolium Lam. ex Forsyth f.
- Pentaglossum linifolium Forsk.
- Salicaria graefferi Hort. Berol. ex Steud.
- Salicaria hyssopifolia (L.) Lam.